# Mroczkokształtne
Mroczkokształtne (Yangochiroptera) – podrząd ssaków z rzędu nietoperzy (Chiroptera).

## Systematyka
Do podrzędu należą następujące nadrodziny:
- Emballonuroidea P. Gervais, 1855
- Noctilionoidea J.E. Gray, 1821
- Vespertilionoidea J.E. Gray, 1821